# Roland Sprague
Roland Percival Sprague (* 11. Juli 1894 in Unterliederbach; † 1. August 1967) war ein deutscher Mathematiker.

## Leben
Sprague war Enkel des Mathematikers Hermann Amandus Schwarz und des Versicherungsmathematikers Thomas Bond Sprague, Urenkel von Ernst Eduard Kummer und Ururenkel von
Nathan Mendelssohn.
Nach dem Abitur 1912 am Bismarck-Gymnasium in Berlin-Wilmersdorf studierte Sprague von 1912 bis 1919 in Berlin und Göttingen, unterbrochen durch den Militärdienst zwischen 1915 und 1918. 1921 legte er in Berlin die Staatsprüfung für das Lehramt in Mathematik, Chemie und Physik ab. Ab 1922 war er als Studienassessor am Paulsen-Realgymnasium in Berlin-Steglitz tätig, ab 1924 am Schiller-Gymnasium (zeitweise Clausewitz-Schule) in Berlin-Charlottenburg, wo er 1925 Studienrat wurde.
1950 promovierte Sprague bei Alexander Dinghas an der Freien Universität Berlin mit einer Dissertation zum Thema  Über die eindeutige Bestimmbarkeit der Elemente einer endlichen Menge durch zweifache Einteilung. Der 1953 zum Oberstudienrat ernannte Sprague wurde 1955 zum Professor an die Pädagogische Hochschule Berlin berufen, an der er bereits seit 1949 als Dozent tätig gewesen war.
Sprague ist bekannt durch seine Beiträge zur Unterhaltungsmathematik sowie den Satz von Sprague-Grundy, den Sprague 1935 veröffentlichte und Patrick Michael Grundy unabhängig davon 1940. Sprague vollendete mit diesem Satz punktuelle Ansätze von Emanuel Lasker, womit für verallgemeinerte Nim-Spiele Gewinnstrategien einfach berechenbar werden.

## Schriften
- Über mathematische Kampfspiele, Tôhoku Mathematical Journal, Band 41 (1935), S. 438–444 (Online-Version).
- Über zwei Abarten von Nim, Tôhoku Mathematical Journal, Band 43 (1937), S. 451–454 (Online-Version).
- Unterhaltsame Mathematik : Neue Probleme, überraschende Lösungen, 2. Auflage, 1969, doi:10.1007/978-3-322-98598-9.